# Aristide Bancé
Aristide Bancé (19 de setembro de 1984) é um futebolista burquinense que atua como atacante. Atualmente, joga pelo ASEC Mimosas.

## Carreira
Nasceu na Costa do Marfim, mas se mudou quando criança a Burkina Faso, assim se naturalizando burquiense.Teve destaque na Alemanha jogando pelo 1. Fußball- und Sportverein Mainz 05.
Ele usa um cabelo extravagente e bem peculiar. Um cabelo loiro em cima de sua pele negra. Assim apelidado de "Guinness".
Ele representou o elenco da Seleção Burquinense de Futebol no Campeonato Africano das Nações de 2017.

## Títulos
Burkina Faso
- Campeonato Africano das Nações: 2013 - 2º Lugar.